# The Boy Next Door (Kurzfilm)
The Boy Next Door ist ein Kurzfilm des österreichischen Regisseurs Gregor Schmidinger aus dem Jahr 2008.

## Handlung
Der Callboy Mark leidet unter Angstattacken und wartet im Hotelzimmer auf seinen Kunden. Da kommt der Sohn des Kunden rein und sucht seinen Vater, weil er einen Albtraum gehabt habe. In seinem Zimmer sei ein Monster. Mark möchte anfänglich nichts mit ihm zu tun haben, doch versucht er den Jungen dann abzulenken. Die beiden beginnen zu toben, Konsole zu spielen und schlafen schließlich im Bett ein.
Der Vater des Jungen kommt zurück ins Hotelzimmer und schickt seinen Sohn sofort raus. Als Mark sich daraufhin anziehen will, hört der Junge noch mit, wie sein Vater erzählt, dass er dafür bezahlt hätte, damit Mark sein Freund sei – nicht der seines Sohnes. Doch Mark lehnt das Geld ab und verlässt das Hotelzimmer. Auf dem Flur kommt der Junge aus dem Nebenzimmer zu ihm und möchte ihm seine Ersparnisse geben, damit er sein Freund sei. Mark lehnt das Geld ab und erklärt ihm, dass er bereits sein Freund ist. Der Junge erzählt, dass Mark nicht gehen solle – weil das Monster noch da ist. Doch Mark ermutigt ihn, indem er sagt, dass der Junge heute Nacht bereits ein Monster getötet habe (im Bezug auf sich selbst).

## Hintergrund
Gregor Schmidinger begann mit der Arbeit an dem Film während seines Studiums an der Bowling Green State University im Jahr 2008. 2009 wurde der Film auf diversen Festivals vorgeführt und erlangte große Aufmerksamkeit. Durch die Veröffentlichung auf Youtube wurde er noch bekannter und wurde bisher über 4.000.000 Mal angesehen.